# Eupackardia calleta
Eupackardia calleta là một loài bướm đêm thuộc họ Saturniidae. Nó là loài duy nhất trong chi Eupackardia. Nó được tìm thấy ở México, Guatemala, và miền nam Arizona, New Mexico, và Texas in Hoa Kỳ.
Sải cánh dài 8–11 cm (3,1–4,3 in).
Chúng chủ yếu ăn Fraxinus. Leucophyllum frutescens, Sapium biloculare và Fouquieria splendens.

## Hình ảnh

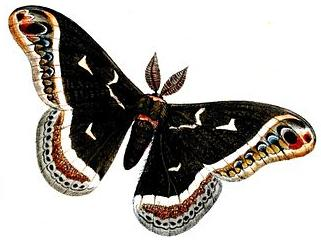
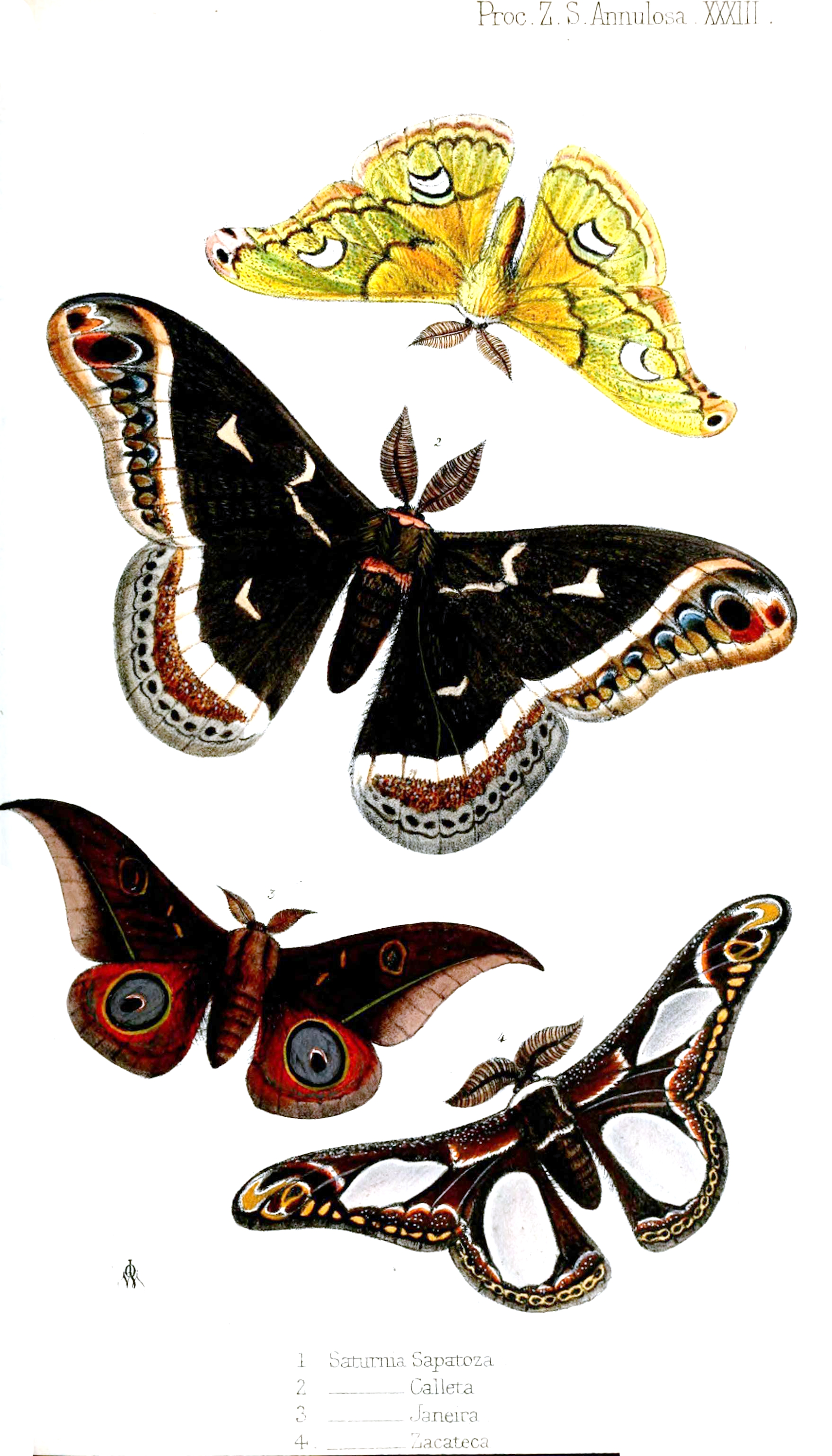
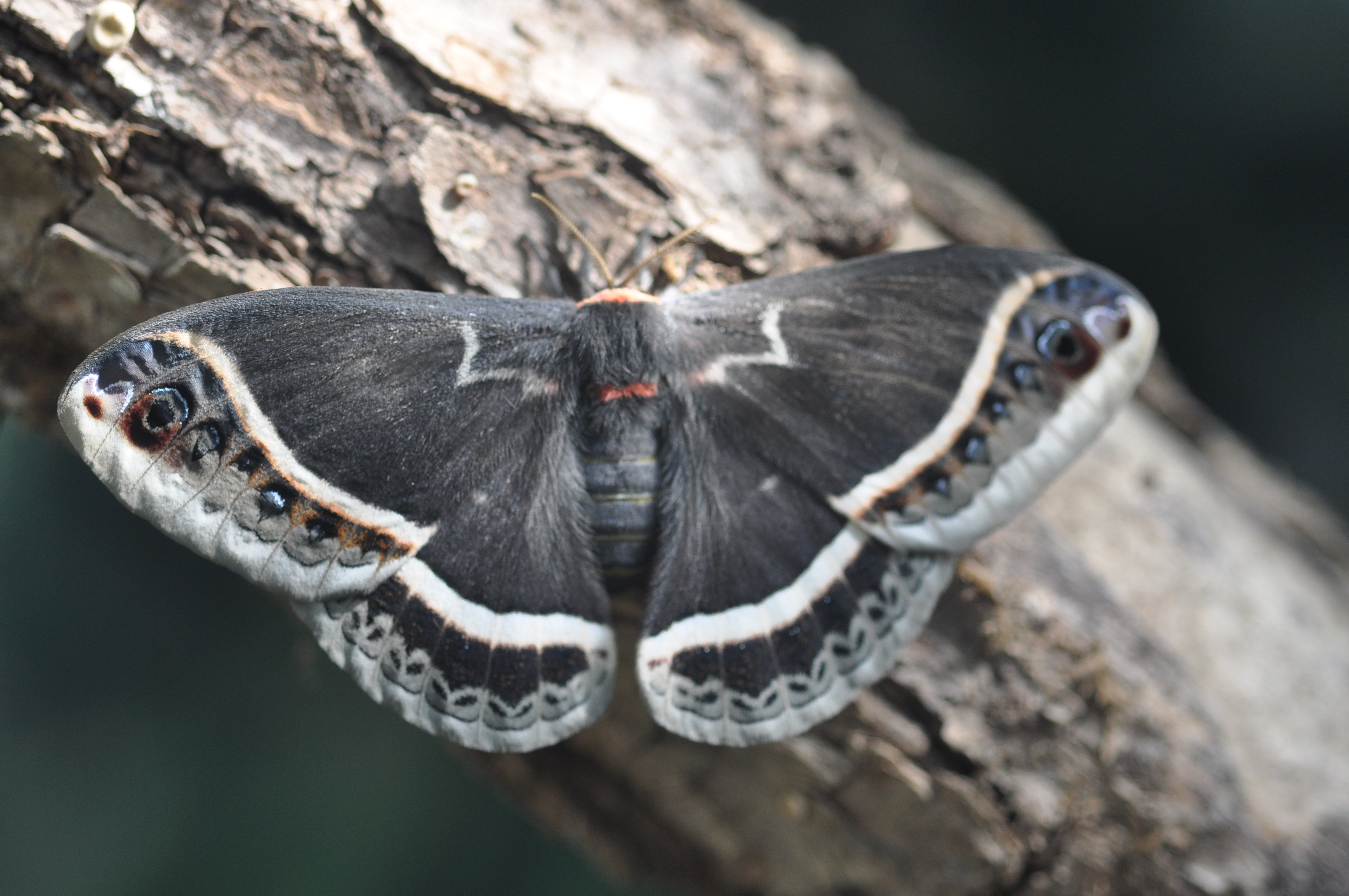